# 위게임
위게임(WeGame)은 중국 기술 기업 텐센트가 개발한 주요 게임 플랫폼이다. 위게임은 텐센트의 주력 게임 포털 역할을 하며, 플레이어를 위한 광범위한 게임, 디지털 배급 서비스 및 커뮤니티 기능을 제공한다.

## 역사
2017년 4월, 텐센트는 전 세계의 게임, 콘텐츠, 서비스를 호스팅하고 게임 정보, 구매, 다운로드, 라이브 스트리밍 및 커뮤니티 서비스를 제공하여 비디오 게임을 위한 개방형 생태계를 만들 위게임을 공개했다.
위게임은 2억 명 이상의 활성 사용자(Steam의 1억 2천 5백만 명과 비교)와 45억 건 이상의 다운로드를 기록한 TGP(텐센트 게임 플랫폼)의 업그레이드 버전이며, 스팀의 직접적인 경쟁자로 널리 간주된다.
이 게임 플랫폼은 별도의 스토어프론트를 통해 중국 및 전 세계 사용자를 모두 지원하며, 2017년 9월 1일에 온라인으로 출시될 예정이다. 텐센트는 이 플랫폼이 PC 및 독립형 게임에 중점을 둘 것이며 더 이상 웹 또는 모바일 게임을 호스팅하지 않을 것이며, 소규모 및 인디 회사를 지원할 것이라고 밝혔다.
텐센트는 안드로이드 및 iOS용 스팀 링크와 유사한 모바일 스트리밍 앱을 출시하여 사용자가 PC 스토어인 위게임에서 데스크톱 게임을 Wi-Fi를 통해 모바일 장치로 스트리밍할 수 있도록 한다.
2020년 2월, 위게임은 월간 활성 사용자 수가 약 7천만 명으로 추정되었다.

## 위게임 X
2019년 4월, 텐센트는 큰 소란 없이 국제적으로 게임을 판매하기 위한 게임 배급 플랫폼 위게임 X를 출시했다. 출시 당시에는 17개의 게임만 상점에서 이용할 수 있었다.

## 텐센트 클라우드 게임 솔루션
텐센트 클라우드 게임 솔루션은 스테이디어 또는 엑스박스 x클라우드와 유사한 클라우드 기반 게임 스트리밍 서비스로, 사용자가 다운로드 없이 게임을 플레이할 수 있도록 한다. 현재 이 서비스는 위게임 애플리케이션을 통해서만 접근할 수 있다. 텐센트는 중국 시장으로의 출시를 제한했지만, 국제 확장 계획도 가지고 있다. 클라우드 게임 서비스는 위게임 모바일 앱을 통해서도 접근할 수 있다.